# Isla Grupera
Isla La Grupera är en ö i Mexiko. Den ligger i reservoaren Presa Lázaro Cárdenas och precis vid dess mynning ut i floden Sextín nära samhället El Palmito och tillhör kommunen San Dimas i delstaten Durango, i den centrala delen av landet.